# Paço de Cernache
O Paço de Cernache foi residência dos Senhores de Cernache no último quartel do século XIII, e é localizado no Largo do Paço, à Rua da Senhora dos Milagres, em Cernache, Coimbra, e atualmente denominado “Casa do Paço”, foi propriedade de Fernão Vasques Pimentel, o 1º Senhor de Cernache.
Sucedeu-lhe no senhorio de Cernache a sua filha D. Isabel Fernandes Pimentel, a quem em 1359 é mantida a mercê da jurisdição civil de Cernache pelo rei D. Pedro I, também para sua neta D. Beatriz Fernandes Pimentel, as quais haviam pedido a sua manutenção com o fundamento de estarem na posse dela e serem moradoras no dito lugar, mandando o mesmo rei suster, no estado em que estava, a demanda suscitada entre aquelas senhoras e o concelho de Coimbra, por causa da referida jurisdição

## História
D. Isabel Fernandes Pimentel, nascida cerca de 1290, casou com Fernão Nunes Cogominho, filho de Nuno Fernandes Cogominho, 1º Almirante-mor do Reino e Chanceler do infante D. Afonso (futuro D. Afonso IV) e tiveram D. Beatriz Fernandes Pimentel.
D. Beatriz Fernandes Pimentel, nascida cerca de 1320, casou com Gonçalo Nunes Barreto, a quem D. Pedro I deu a Alcaidaria e a tenência do castelo de Montemor-o-Velho em1357. Tendo D. Beatriz levado em dote o senhorio e a jurisdição civil de Cernache, veio a mesma a ser confirmada a Gonçalo Nunes Barreto por D. Fernando em 1372. 
D. Beatriz Fernandes Pimentel e Gonçalo Nunes Barreto (que morreu em 1380), tiveram Diogo Gonçalves Barreto, nascido cerca de 1340, que casou com Berengária Rodrigues.
Diogo Gonçalves Barreto passou a Castela onde serviu rei Henrique II, pelo que o rei D. Fernando lhe confiscou os bens e o Senhorio de Cernache dos Alhos e os deu a Mem Rodrigues de Vasconcelos em Lisboa 18 de Setembro de 1381. 
A isto se opôs sua mãe D. Beatriz Fernandes Pimentel, por quem tinha vindo o Senhorio de Cernache dos Alhos, dizendo ser ela a Senhora dele e não o seu filho, pelo que lhe mandou devolver tudo o mesmo Rei D. Fernando em 1383. (Gayo ibidem)
Por morte de D. Beatriz passou o Senhorio e bens para o seu neto Gonçalo Nunes Barreto.
Gonçalo Nunes  Barreto, filho de Diogo Gonçalves Barreto, casou com  D. Inês Menezes, sucedeu a sua avó no Senhorio de Cernache tendo em 28 de Setembro de 1413 vendido a D. João I “os Paços e pomar de Cernache com todo o seu assentamento” após, dias antes, em 13 de Setembro, ter celebrado com o mesmo Rei o escambo do Senhorio de Cernache pelo de Quarteira. 
D. João I, estando em Tentúgal, fez mercê e doação, em 11 de Setembro de 1420, do lugar de Cernache com todos os seus direitos, que haviam sido de Gonçalo Nunes Barreto, ao seu filho Infante D. Pedro, Duque de Coimbra.
O infante regente D. Pedro, em 15 de junho de 1425, fez mercê da vila de Cernache a Álvaro Gonçalves de Ataíde, trespassando-lhe todo o seu direito, rendas e jurisdições que nele tinha em virtude das doações que el-rei, seu pai lhe fizera e constam mais detidamente duma carta de D. João III, passada em Lisboa em 18 de novembro de 1522, a requerimento de D. Afonso de Ataíde.
D. Duarte confirmou em 3 de Setembro de 1433 essa mercê e, bem assim, D. Afonso V em 25 de Julho de 1488 e, por sucessivas confirmações regias, foi transferida aos sucessores de Álvaro Gonçalves de Ataíde, sendo o último destes Jerónimo de Ataíde, 11º Conde de Atouguia, genro do Marquês de Távora, que foi executado no dia 13 de Janeiro de 1759, na Praça do Cais de Belém, em virtude de ter sido considerado culpado de intervenção no atentado contra D. José I, ocorrido em 3 de Setembro de 1758.
Em consequência destes acontecimentos os bens das famílias Távora e Atouguia foram sequestrados para a Coroa, incluindo senhorio de Cernache, Paço, padroado e mais bens.
D. José, por carta régia de 14 de Maio de 1771, fez doação do senhorio da Vila de Cernache, na conformidade do Alvará de 2 de Janeiro de 1769, ao Conde da Lousã, D. Luís António de Lancastre de Basto Baharem, para o dito senhor ter por uma vida.
Posteriormente, em 19 de Fevereiro de1805, por “Alvará de mercê ao Conde da Lousã, D. Luís António de Basto Baharem, pela qual faz a sua filha única e sucessora, D. Mariana do Resgate de Saldanha e Lencastre, casada com D. Diogo de Meneses (a quem o Rei já fizera mercê do título de Conde da Lousã) e a seu genro de mais uma vida […] no senhorio de Cernache dos Alhos (c. Coimbra)…” .
D. Mariana faleceu em 1848, mas o seu marido, D. Diogo José Ferreira de Eça de Menezes, membro da Academia das Ciências, só veio a falecer em 4 de Fevereiro de 1862, pelo que nesta data se esgotou a segunda “vida” e a posse daqueles bens terá regressado à Coroa.
Posteriormente, por aplicação do Decreto de 5 de Abril de 1821, em nome da regência de D. João VI, os bens da coroa e todas as propriedades que vagassem, possuídas por donatários e comendadores, deveriam ser objeto de venda para os resultados seriam aplicados na amortização da dívida pública. Em cumprimento destas disposições, o Governo vendeu o Paço de Cernache mais os bens do antigo senhorio de Cernache, bem como o edifício do Hospital que tinha sido fundado por Álvaro Anes de Cernache.

Desde então o Paço de Cernache teve vários proprietários, até ser adquirido em 1928 pelo Dr. Américo Viana de Lemos, da família Lemos da Casa do Cabo em Cernache, na época titular do respectivo "partido médico",  encontrando-se na posse de descentes seus, que recentemente procederam ao seu restauro, conforme fotos.

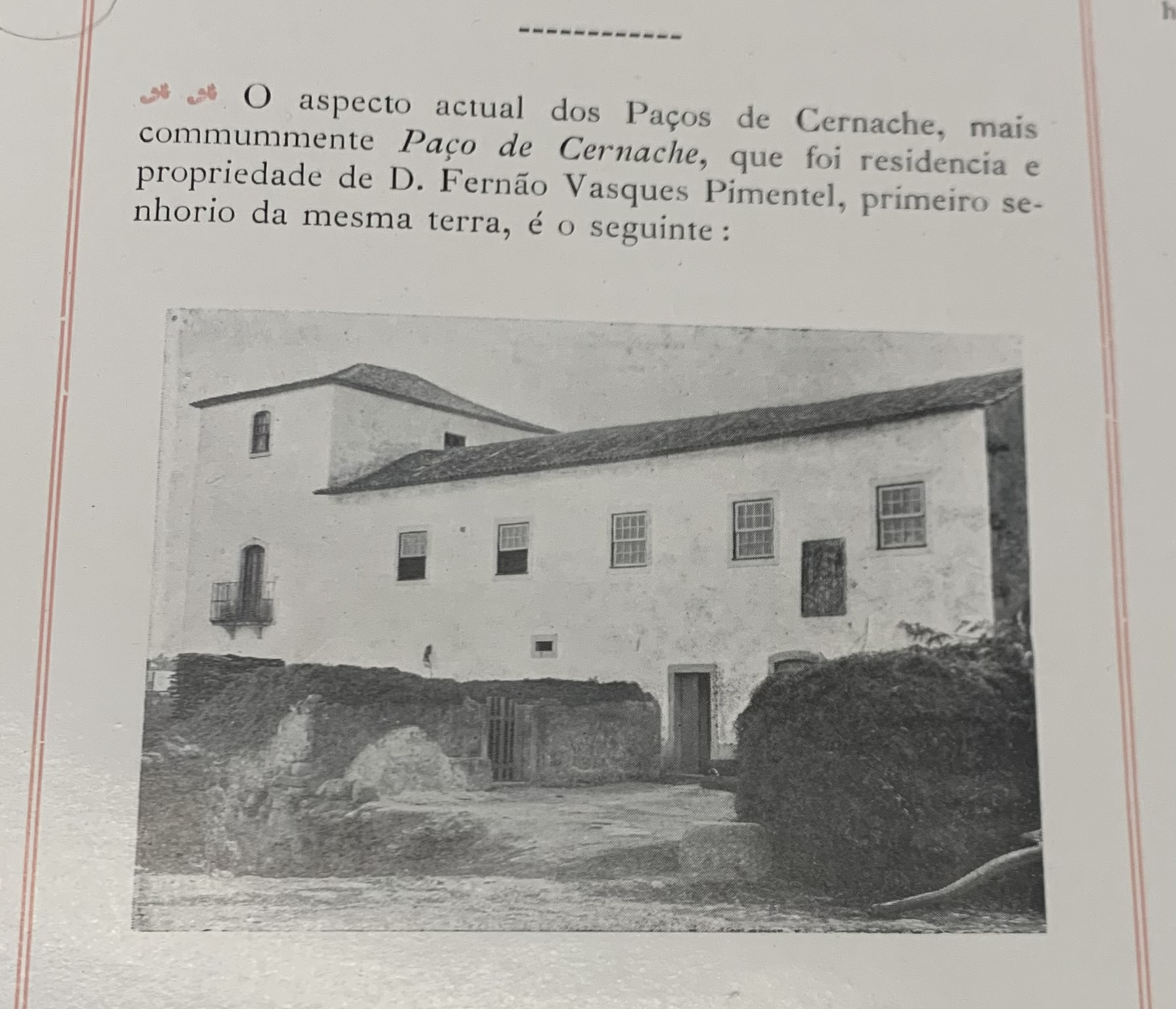

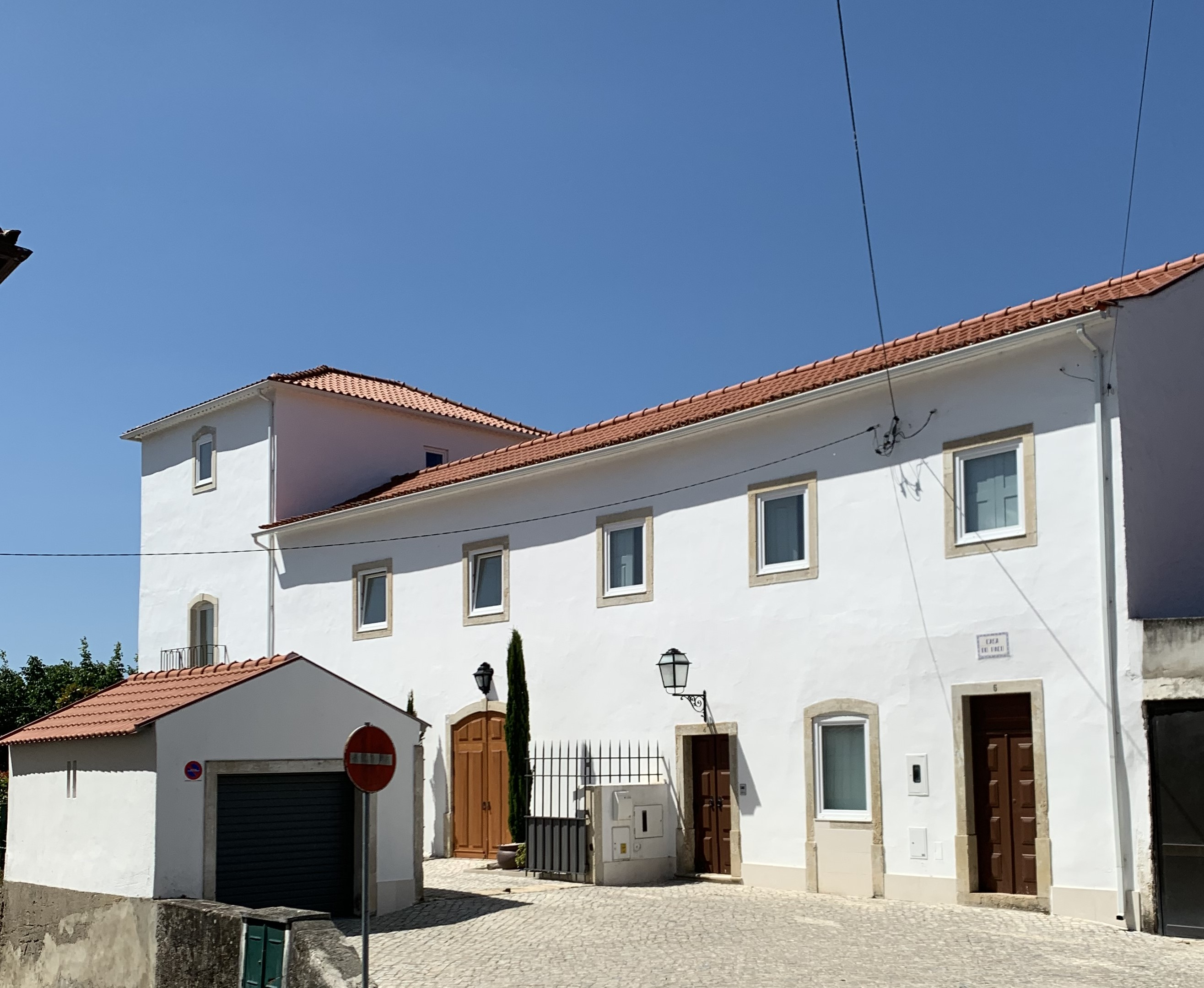

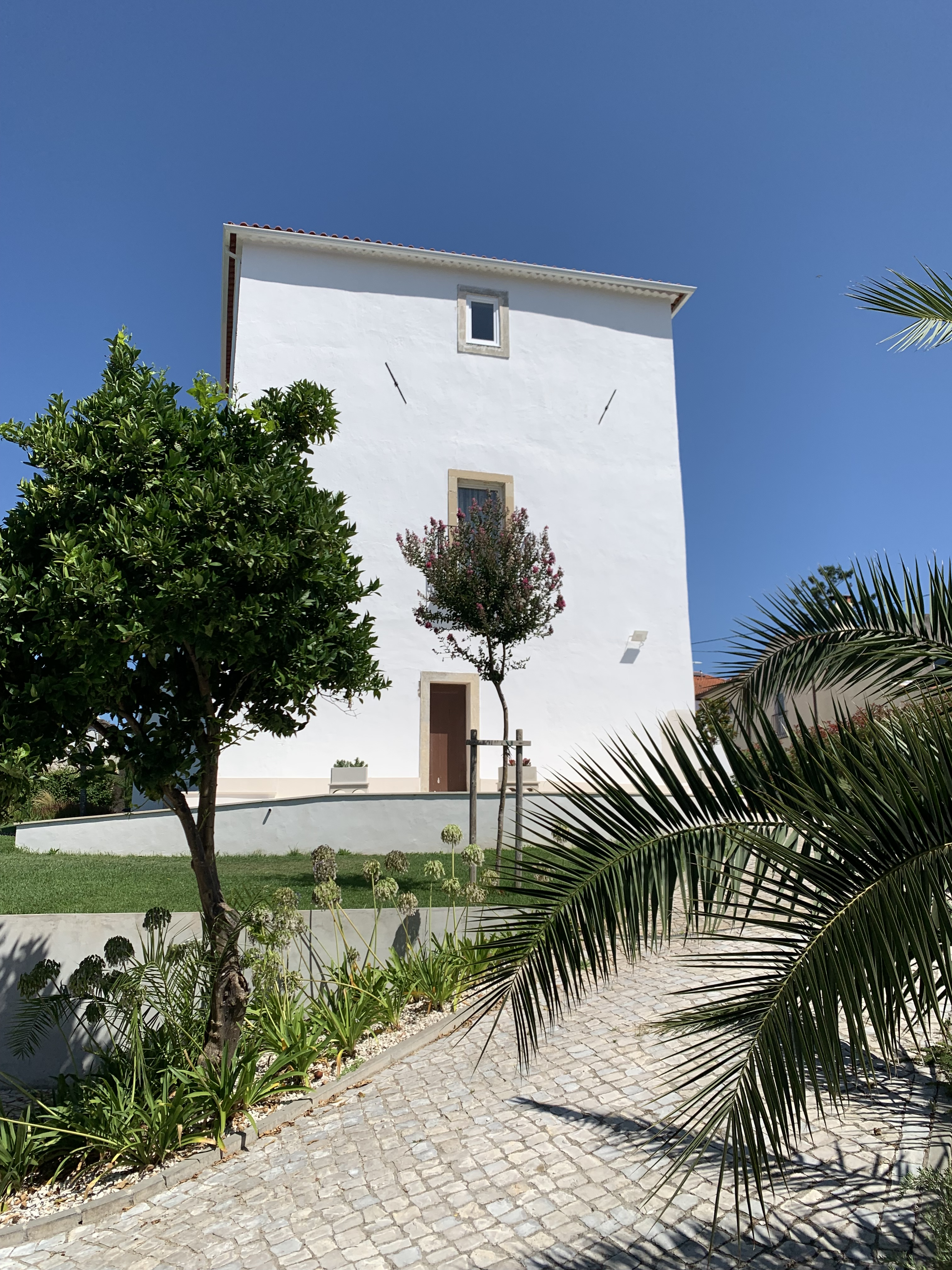